# 541992 Lukácsbéla
541992 Lukácsbéla è un asteroide della fascia principale. Scoperto nel 2012, presenta un'orbita caratterizzata da un semiasse maggiore pari a 2,7958505 au e da un'eccentricità di 0,1379953, inclinata di 29,94478° rispetto all'eclittica.